# Неопределённый интеграл
Неопределённый интегра́л для функции {\displaystyle f(x)} — это совокупность всех первообразных данной функции.
Если функция {\displaystyle f(x)} определена и непрерывна на промежутке {\displaystyle (a,b)} и {\displaystyle F(x)} — её первообразная, то есть {\displaystyle F'(x)=f(x)} при {\displaystyle a<x<b}, то
{\displaystyle \int f(x)dx=F(x)+C,} {\displaystyle a<x<b},
где С — произвольная постоянная.
Основные свойства неопределённого интеграла приведены ниже.
{\displaystyle d\left(\int f(x)dx\right)=f(x)dx}
{\displaystyle \int d(F(x))=F(x)+C}
{\displaystyle \int a\cdot f(x)dx=a\cdot \int f(x)dx,a\neq 0}
{\displaystyle \int (f(x)\pm g(x))dx=\int f(x)dx\pm \int g(x)dx}
Если {\displaystyle \int f(x)dx=F(x)+C}, то и {\displaystyle \int f(u)du=F(u)+C}, где {\displaystyle u=\varphi (x)} — произвольная функция, имеющая непрерывную производную

## Подведение под знак дифференциала
При подведении под знак дифференциала используются следующие свойства:
{\displaystyle du=d(u+C)}
{\displaystyle du={1 \over a}d(au)}
{\displaystyle f'(u)\cdot du=d(f(u))}

## Основные методы интегрирования
1. Метод введения нового аргумента. Если
{\displaystyle \int g(x)dx=G(x)+C,}
то
{\displaystyle \int g(u)du=G(u)+C,}
где {\displaystyle u=\varphi (x)} — непрерывно дифференцируемая функция.
2. Метод разложения. Если
{\displaystyle g(x)=g_{1}(x)+g_{2}(x),}
то
{\displaystyle \int g(x)dx=\int g_{1}(x)dx+\int g_{2}(x)dx.}
3. Метод подстановки. Если {\displaystyle g(x)} — непрерывна, то, полагая
{\displaystyle x=\varphi (t),}
где {\displaystyle \varphi (t)} непрерывна вместе со своей производной {\displaystyle \varphi '(t)}, получим
{\displaystyle \int g(x)dx=\int g(\varphi (t))\varphi '(t)dt.}
4. Метод интегрирования по частям. Если {\displaystyle u} и {\displaystyle v} — некоторые дифференцируемые функции от {\displaystyle x}, то
{\displaystyle \int udv=uv-\int vdu.}

## Таблица основных неопределённых интегралов
{\displaystyle \int 0\cdot dx=C;}
{\displaystyle \int 1\cdot dx=x+C;}
{\displaystyle \int x^{n}dx={\frac {x^{n+1}}{n+1}}+C} {\displaystyle (n\neq -1);}
{\displaystyle \int {\frac {1}{x}}dx=\ln \mid x\mid +C;}
{\displaystyle \int e^{x}dx=e^{x}+C;}
{\displaystyle \int a^{x}dx={\frac {a^{x}}{\ln a}}+C,} {\displaystyle (a>0,a\neq 1);}
{\displaystyle \int \cos x\,dx=\sin x+C;}
{\displaystyle \int \sin x\,dx=-\cos x+C;}
{\displaystyle \int {\frac {dx}{\cos ^{2}x}}=\mathrm {tg} \,x+C;}
{\displaystyle \int {\frac {dx}{\sin ^{2}x}}=-\mathrm {ctg} \,x+C;}
{\displaystyle \int {\frac {dx}{\sqrt {1-x^{2}}}}=\arcsin x+C_{1}=-\arccos x+C_{2}\quad (C_{2}={\frac {\pi }{2}}+C_{1});}
{\displaystyle \int {\frac {dx}{1+x^{2}}}=\mathrm {arctg} \,x+C;}
{\displaystyle \int \mathrm {ch} \,xdx=\mathrm {sh} \,x+C;}
{\displaystyle \int \mathrm {sh} \,xdx=\mathrm {ch} \,x+C;}
Слева в каждом равенстве стоит произвольная (но определённая) первообразная функция для соответствующей подынтегральной функции, справа же — одна определённая первообразная, к которой ещё прибавляется константа {\displaystyle C} такая, чтобы выполнялось равенство между этими функциями.
Первообразные функции в этих формулах определены и непрерывны на тех интервалах, на которых определены и непрерывны соответствующие подынтегральные функции. Эта закономерность не случайна: как отмечено выше, всякая непрерывная на интервале функция имеет на нём непрерывную первообразную.